# Uvaria neoguineensis
Uvaria neoguineensis är en kirimojaväxtart som beskrevs av Adolf Engler. Uvaria neoguineensis ingår i släktet Uvaria och familjen kirimojaväxter. Inga underarter finns listade i Catalogue of Life.